# Necrópole de Makli

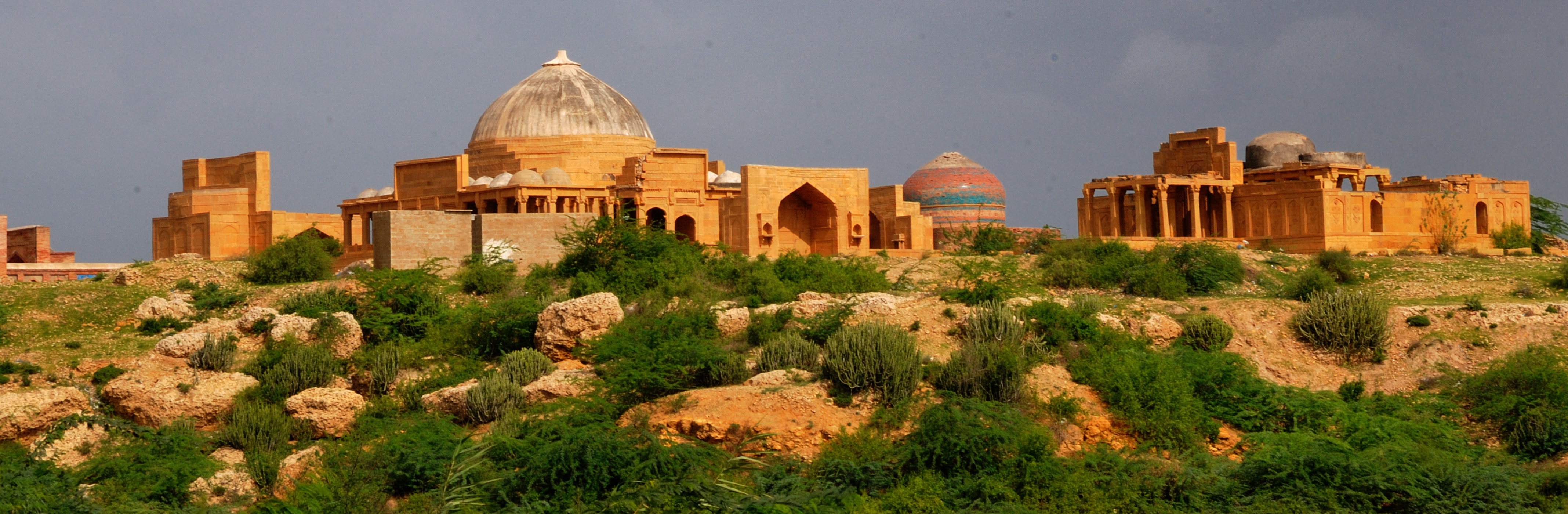
Necrópole de Makli

Necrópole de Makli (em sindi:  مڪلي جو مقام) é um dos maiores locais funerários do mundo, espalhado por uma área de 10 quilômetros perto da cidade de Thatta, na província paquistanesa de Sindh. O local abriga aproximadamente 500 000 a 1 milhão de túmulos construídos ao longo de um período de 400 anos. A Necrópole de Makli apresenta vários grandes monumentos funerários pertencentes à realeza, vários santos sufis e estudiosos estimados. O local foi inscrito como Patrimônio Mundial da UNESCO em 1981 como um "excelente testamento" para a civilização Sindi entre os séculos XIV e XVIII.

## Localização
Makli Necropolis está localizada na cidade de Makli, que está localizada em um planalto a aproximadamente 6 quilômetros da cidade de Thatta, a capital do baixo Sindh até o século XVII. Encontra-se aproximadamente 98 km a leste de Karachi, perto do ápice do delta do rio Indo no sudeste de Sindh. O ponto mais ao sul do local fica a aproximadamente 8 km ao norte das ruínas do Forte Kallankot medieval.

## Etimologia
Diz-se que o local e as colinas próximas derivam seu nome de uma lenda na qual um peregrino do Hajj parou no local e entrou em êxtase espiritual, declarando que o local era Makkah para ele. Diz-se então que o santo sufi Sheikh Hamad Jamali deu ao local o nome de "Makli", ou "Pequena Makkah", depois de ouvir a história do peregrino.

## Histórico

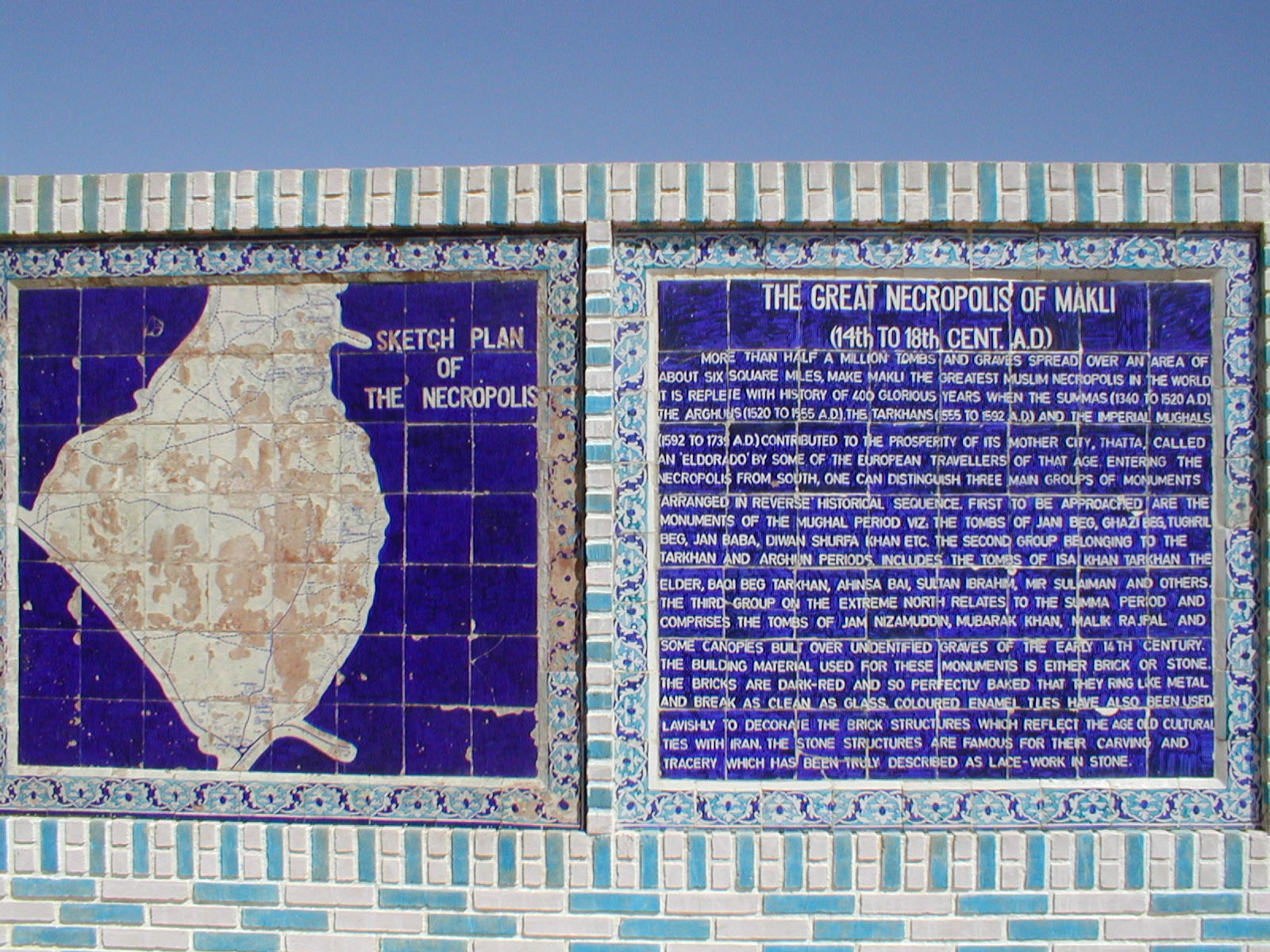
Tumbas da necrópole. A foto foi tirada em outubro de 2005.

O santo sufi, poeta e estudioso Shaikh Jamali estabeleceu um khanqah, ou local de encontro sufi, em Makli e acabou sendo enterrado lá. O governante Samma do século XIV, Jam Tamachi, venerava o santo e desejava ser enterrado perto do santo, iniciando a tradição de usar Makli como um local funerário.
O local ganhou destaque como um importante local funerário durante o governo da dinastia Samma, que havia feito sua capital perto de Thatta.
Os túmulos arquitetonicamente mais significativos no local datam da época da era Mughal, entre 1570 e 1640 EC.

## Layout
Makli Necropolis ocupa 10 quilômetros quadrados, abrigando pelo menos 500 000 túmulos. Ela se estende de Pir Patho no extremo sul das colinas Makli, em direção ao norte em forma de diamante. Sua borda leste é formada pela cordilheira Makli Hills. Os maiores monumentos são geralmente encontrados na extremidade sul do local, embora os túmulos de Samma sejam encontrados no norte.

## Evolução arquitetônica

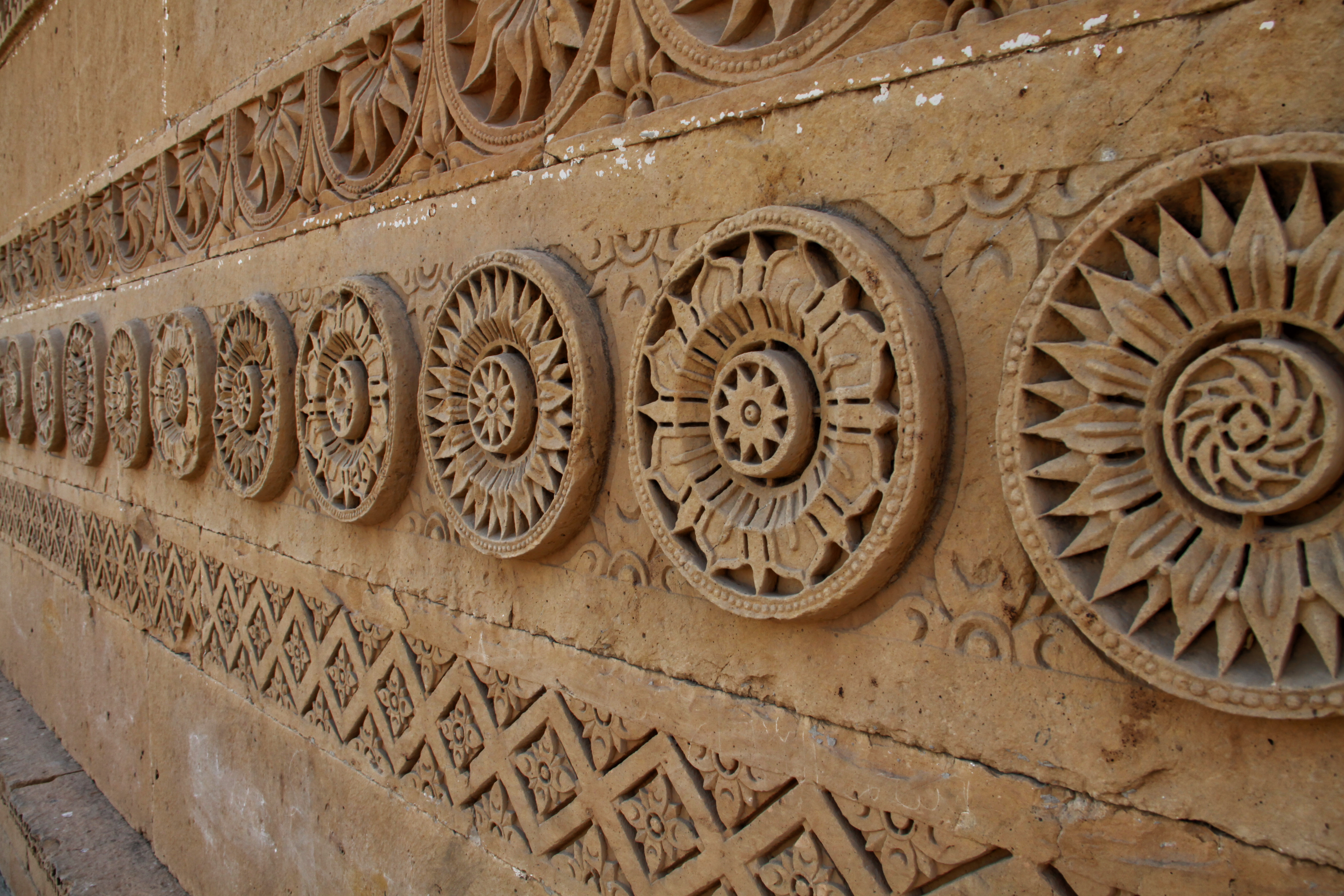
Muitos dos túmulos apresentam motivos decorativos esculpidos.

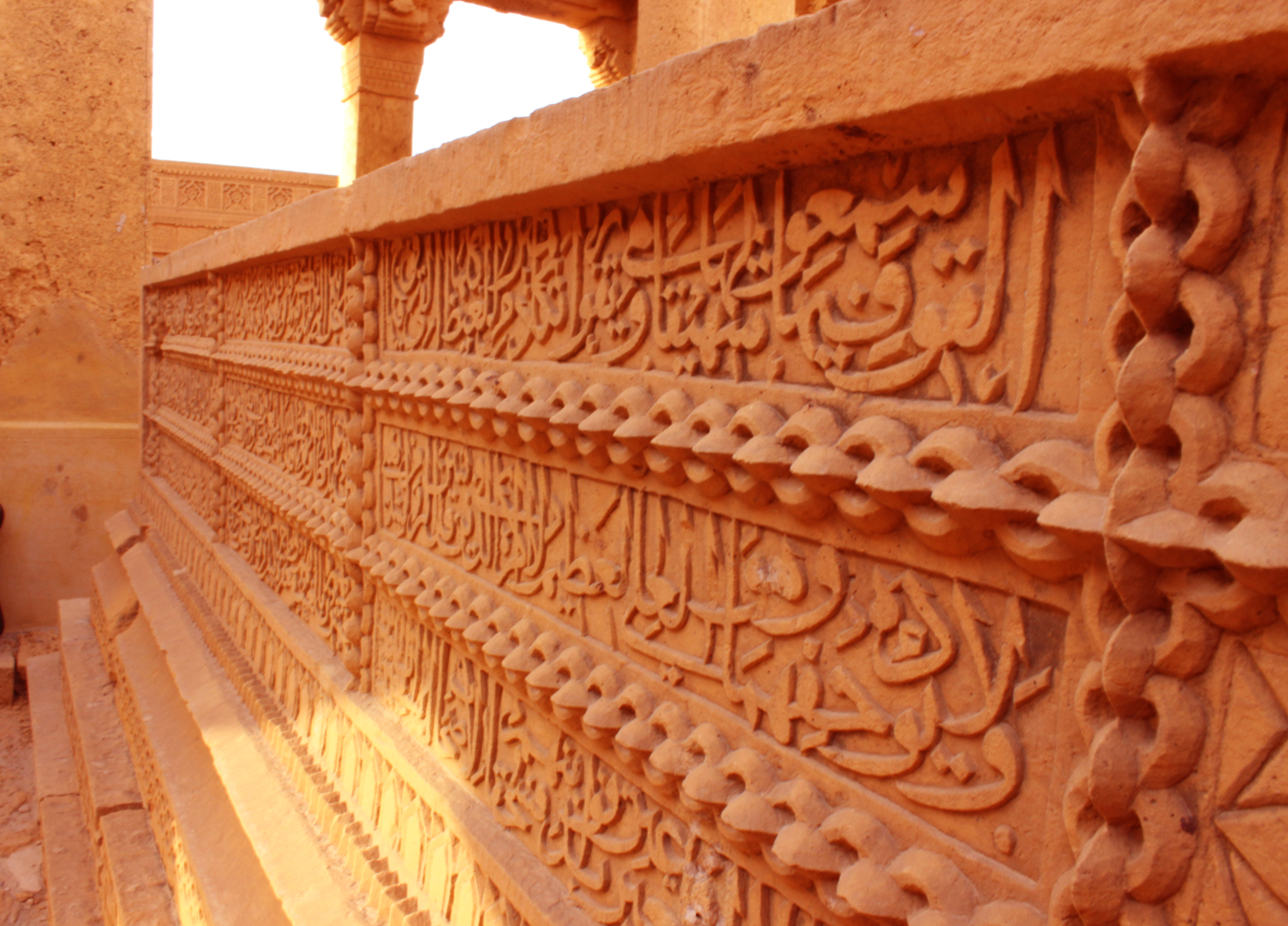
Muitos cenotáfios são primorosamente esculpidos.

A arquitetura funerária dos maiores monumentos sintetiza influências muçulmanas, hindus, persas, Mughal e Gujarati, no estilo do Baixo Sindh que ficou conhecido como o estilo Chaukhandi, em homenagem aos túmulos Chaukhandi perto de Karachi. O estilo Chaukhandi passou a incorporar lajes de arenito que foram cuidadosamente esculpidas por pedreiros em desenhos intrincados e elaborados.
Os primeiros túmulos exibiam de três a seis placas de pedra empilhadas umas sobre as outras na forma de uma pequena pirâmide. A arquitetura funerária em evolução incorporou então pequenos plintos.
No século XV, rosetas decoradas e padrões circulares começaram a ser incorporados aos túmulos. Surgiram então padrões mais complexos e caligrafia árabe com informações biográficas do corpo enterrado. Monumentos maiores datados de períodos posteriores incluíam corredores e alguns desenhos inspirados na cosmologia.
As estruturas piramidais do século XVI apresentam o uso de minaretes encimados por motivos florais em um estilo único para túmulos que datam da dinastia turca Trakhan. Estruturas do século XVII na parte Leilo Sheikh do cemitério apresentam grandes túmulos que se assemelham a templos jainistas de longe, com influência proeminente da região próxima de Gujarat.
Vários dos túmulos maiores apresentam esculturas de animais, guerreiros e armas – uma prática incomum em monumentos funerários muçulmanos. Os túmulos posteriores no local às vezes são feitos inteiramente de tijolos, com apenas uma laje de arenito.
As maiores estruturas no estilo mais arquetípico de Chaukhandi apresentam coberturas de arenito amarelo abobadadas que foram rebocadas de branco com portas de madeira, em um estilo que reflete influências da Ásia Central e persa. O tamanho da cúpula denotava a proeminência do indivíduo enterrado, com as partes inferiores embelezadas com padrões florais esculpidos. A parte inferior de alguns dosséis apresenta flores de lótus, um símbolo comumente associado ao hinduísmo.
Alguns túmulos passaram a apresentar extensos azulejos azuis típicos de Sindh. O uso de pavilhões funerários eventualmente se expandiu além do baixo Sindh e influenciou a arquitetura funerária na vizinha Gujarat.

## Mausoléu Real
O impressionante mausoléu real é dividido em dois grandes aglomerados: os do período Samma formam seu próprio aglomerado, enquanto os dos períodos Tarkhan, Arghun e Mughals estão agrupados.

## Conservação
Makli Necropolis foi designado Patrimônio Mundial da UNESCO em 1981. A integridade estrutural do local foi afetada por assoreamento, invasão, má gestão do local, vandalismo e resíduos sólidos. As inundações de 2010 no Paquistão agravaram ainda mais a deterioração do local.

## Galeria

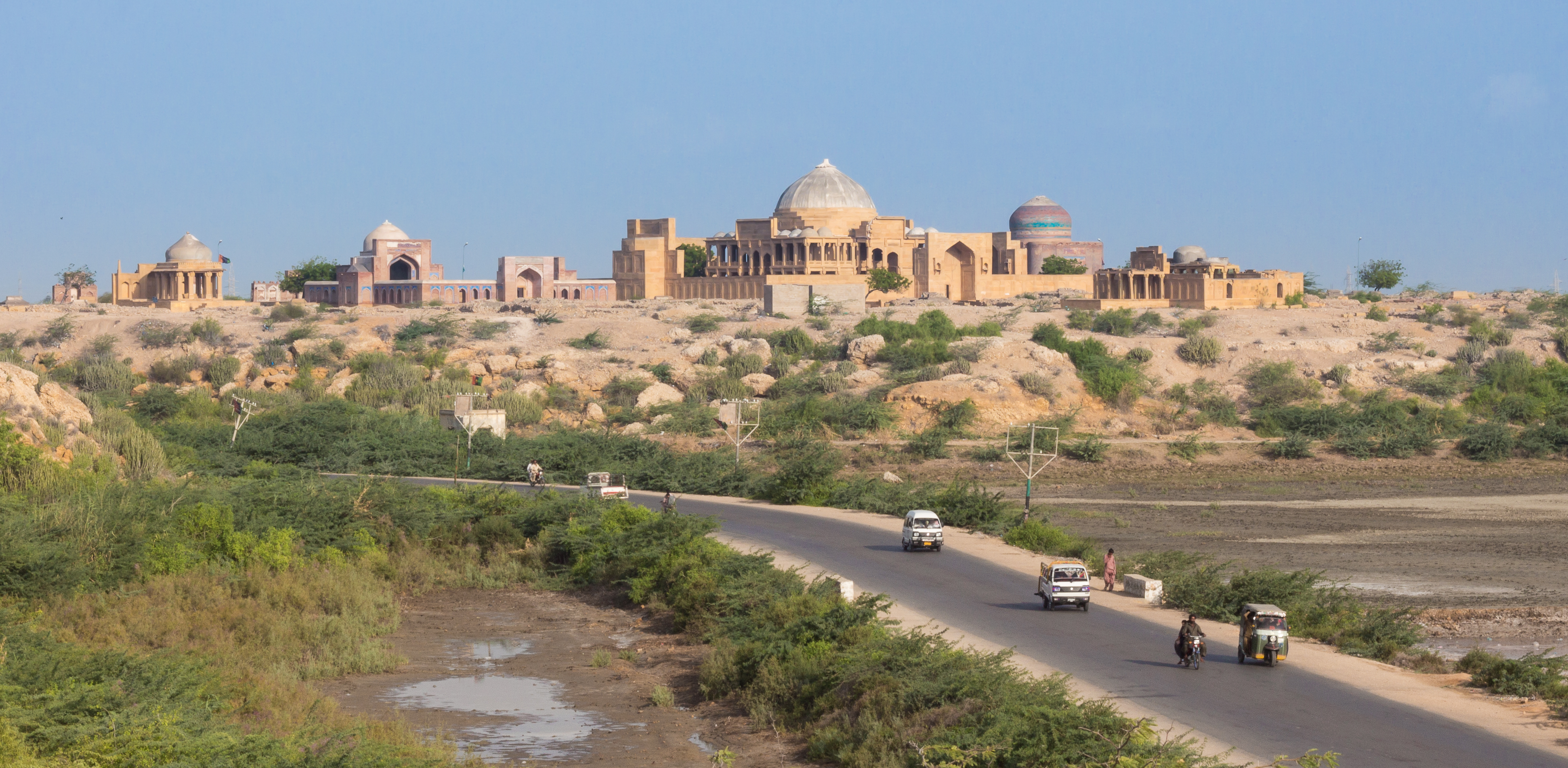
Visão geral do site
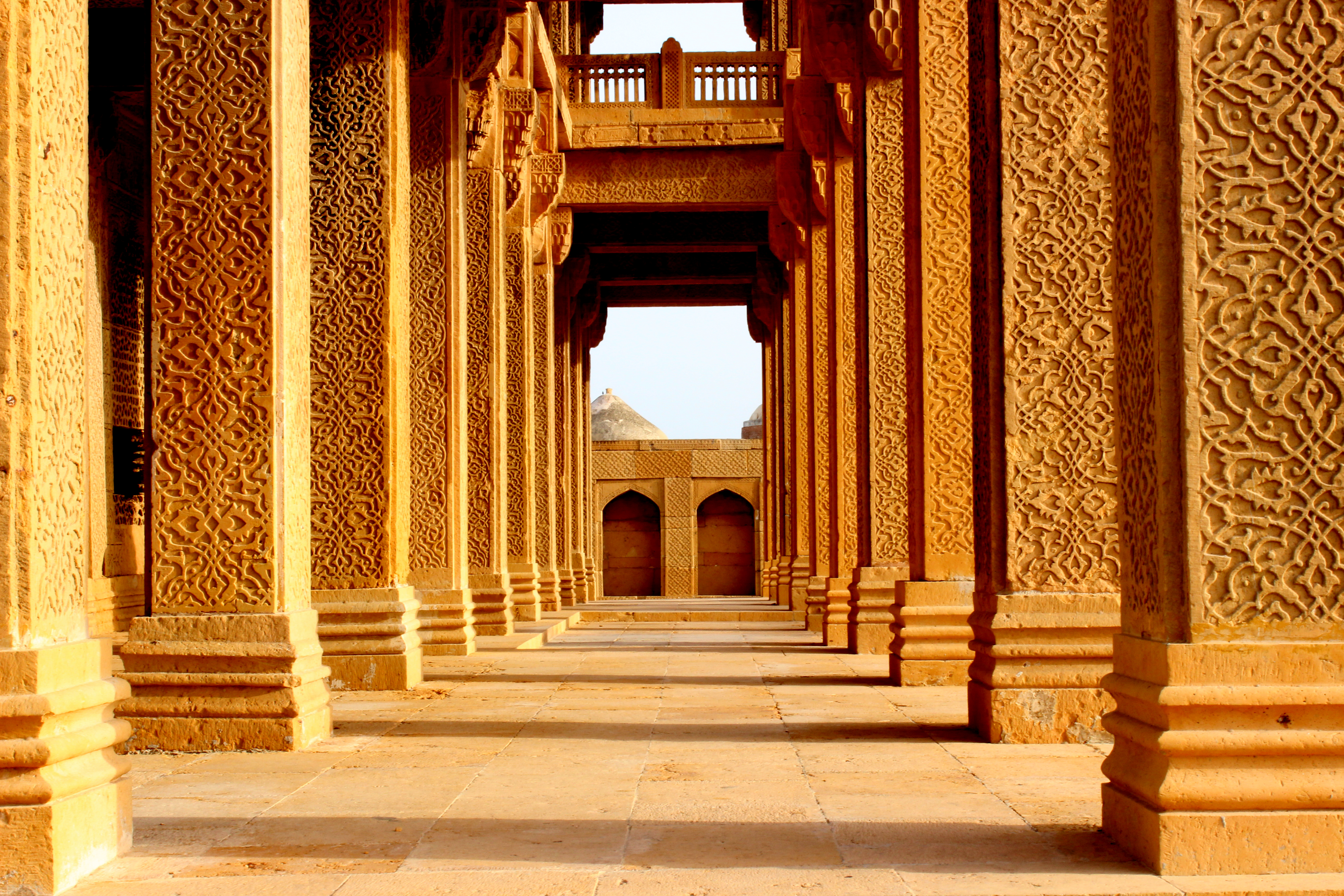
Alguns monumentos apresentam corredores com telhados apoiados em arenito entalhado
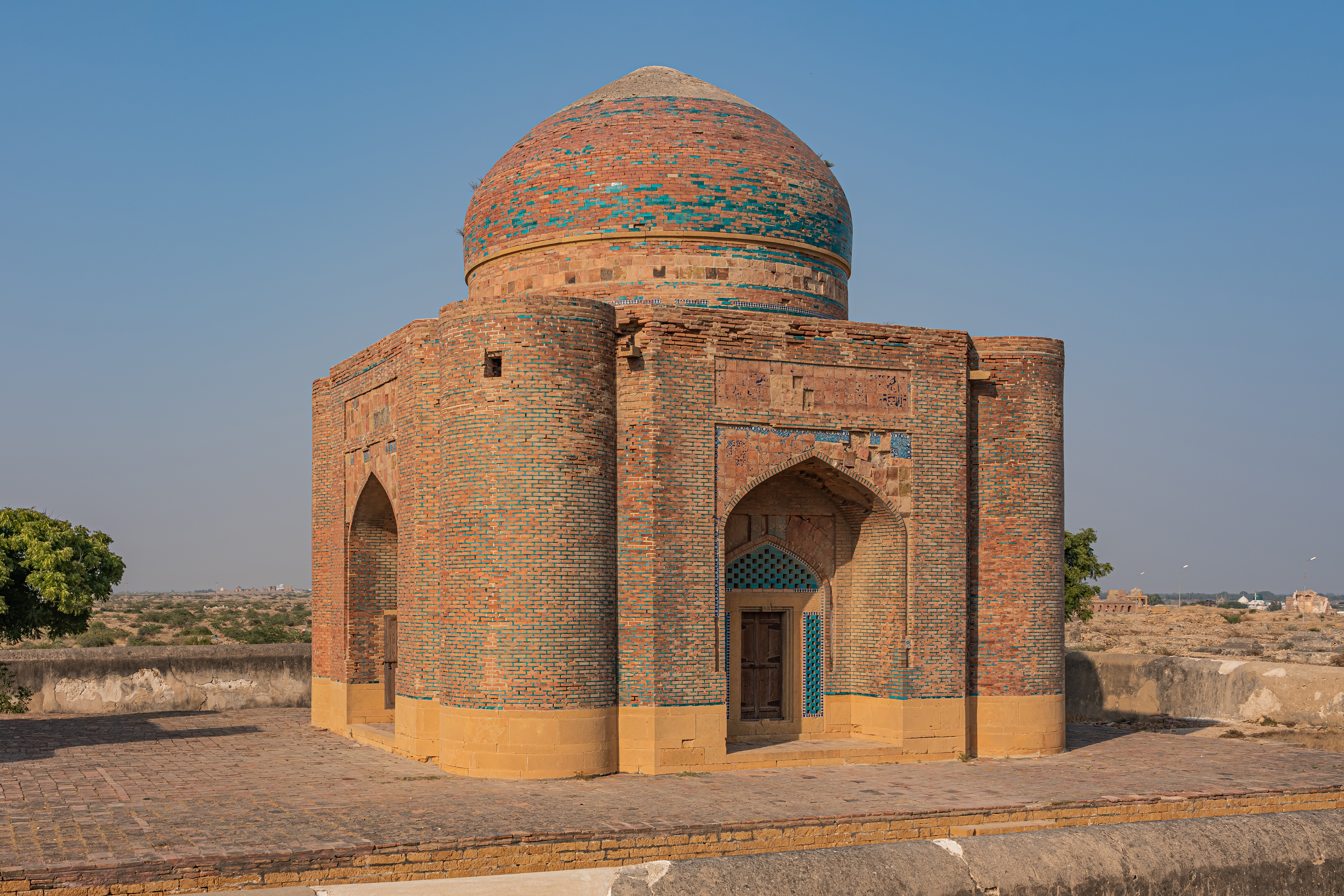
Alguns mausoléus, como o de Dean Shurfa Khan, apresentam fortes influências arquitetônicas da Ásia Central
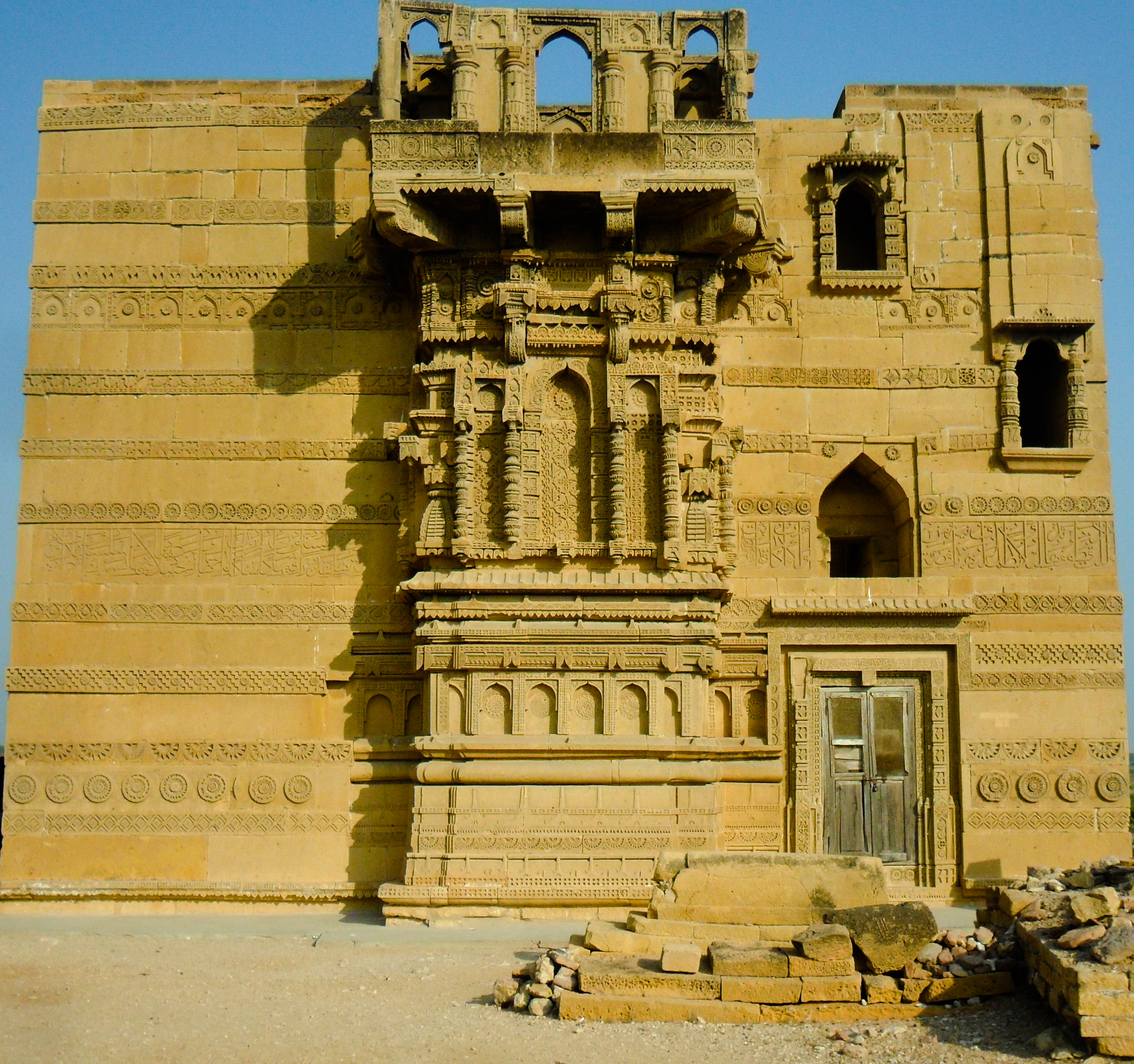
O túmulo de Jam Nizamuddin II apresenta um jharoka que exibe influências Gujarati
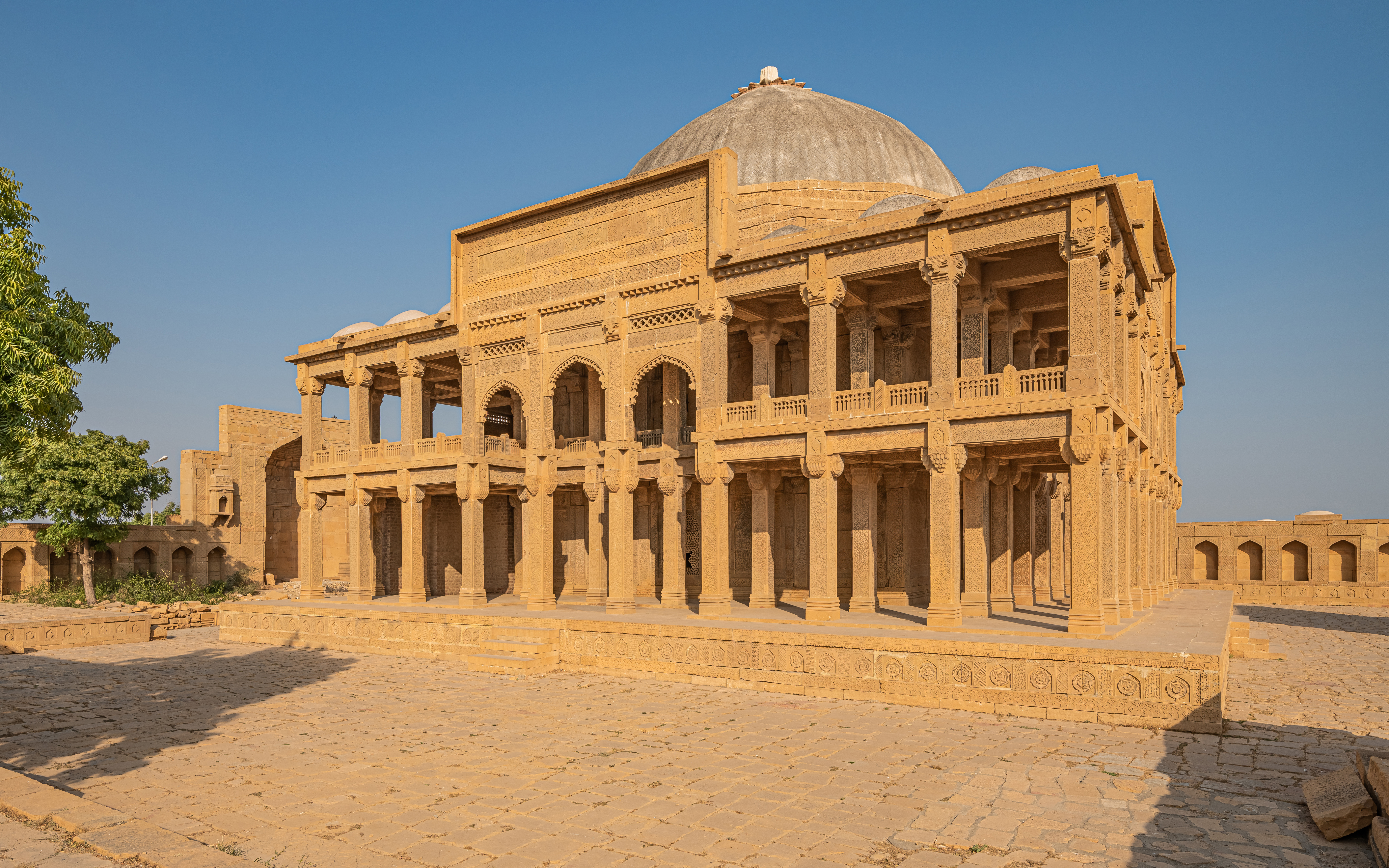
O túmulo de Isa Khan Hussain II é um dos monumentos mais notáveis do local
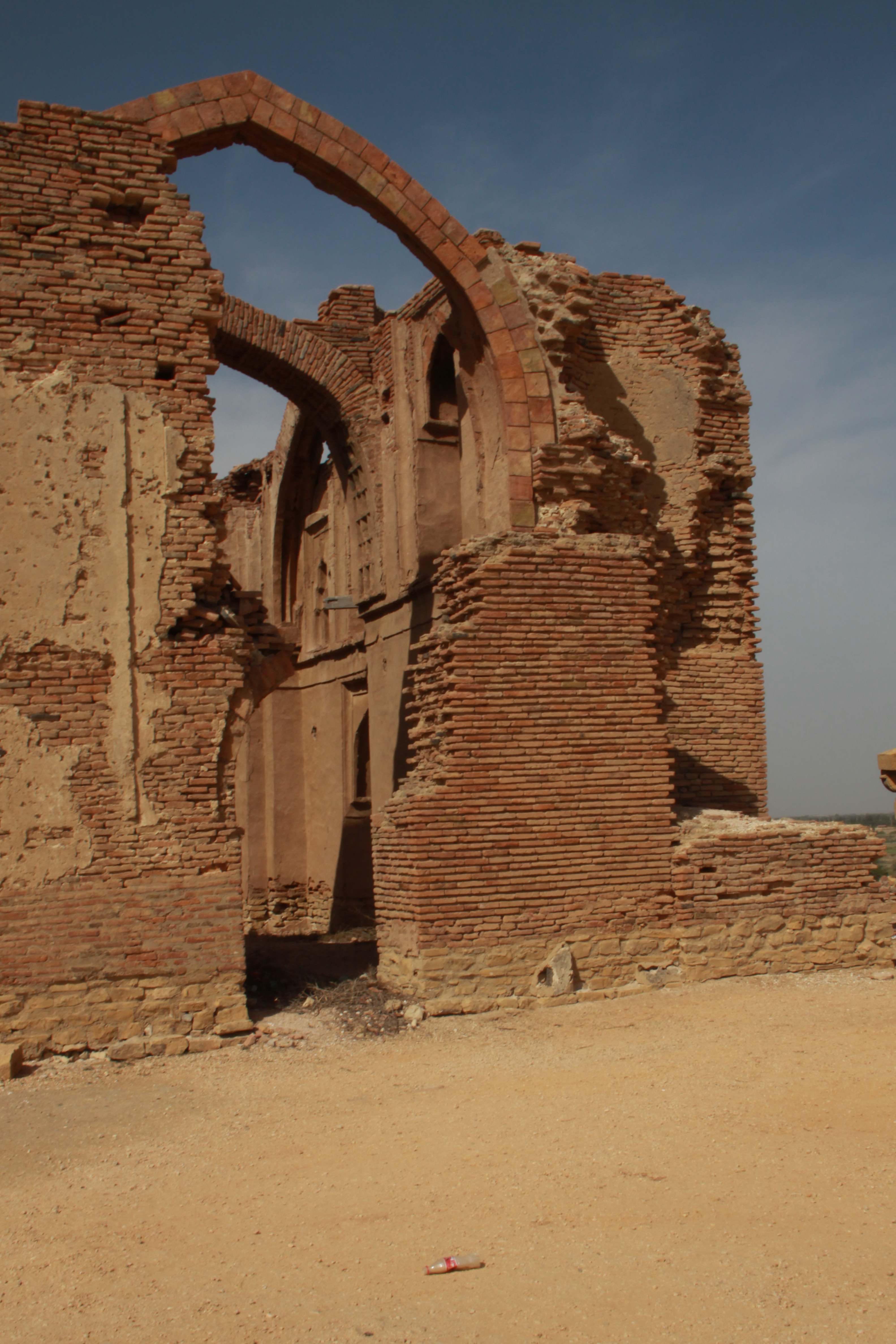
Vários túmulos estão seriamente danificados
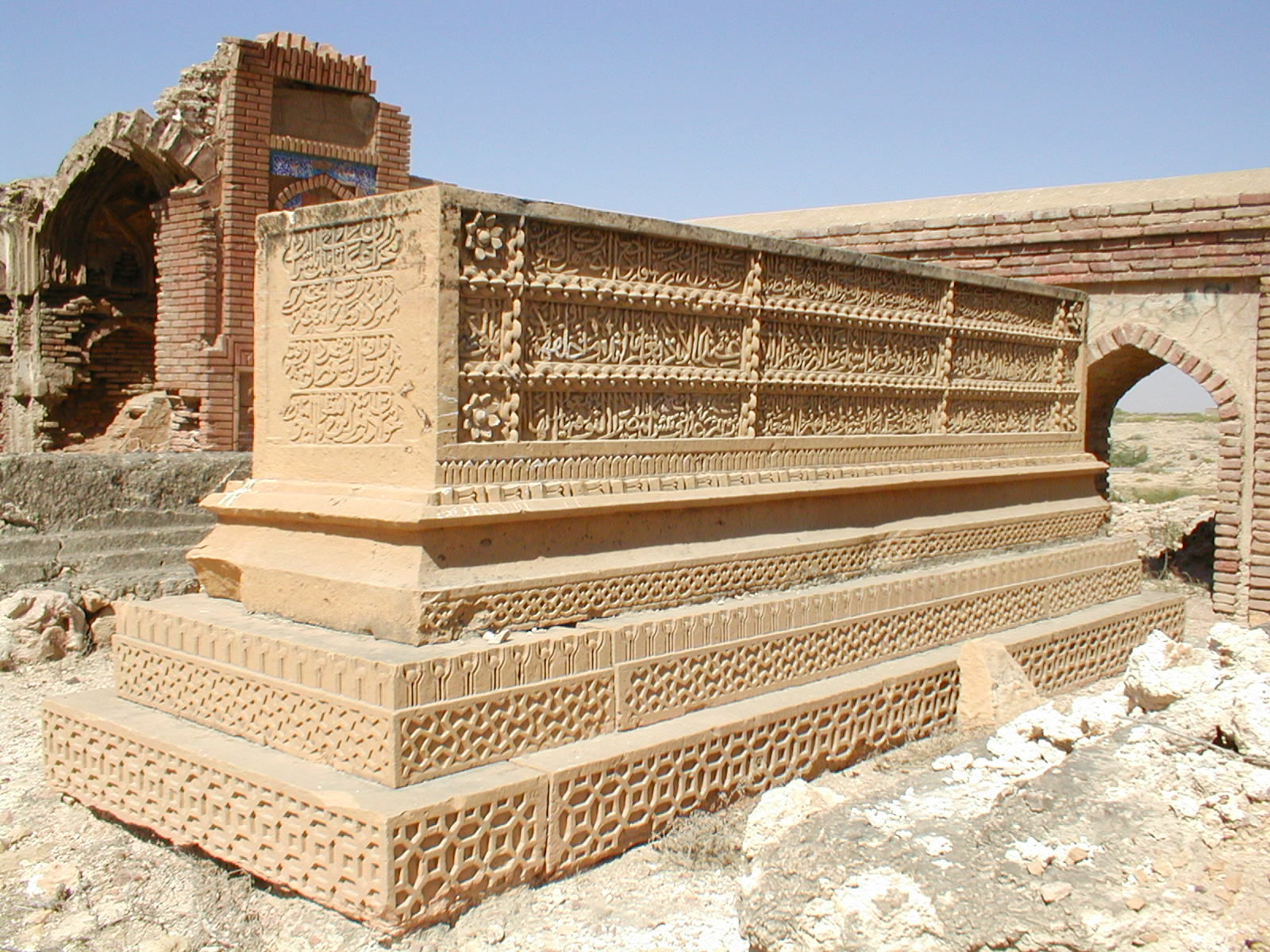
Arte do Alcorão em um túmulo decorado de um santo sufi na necrópole
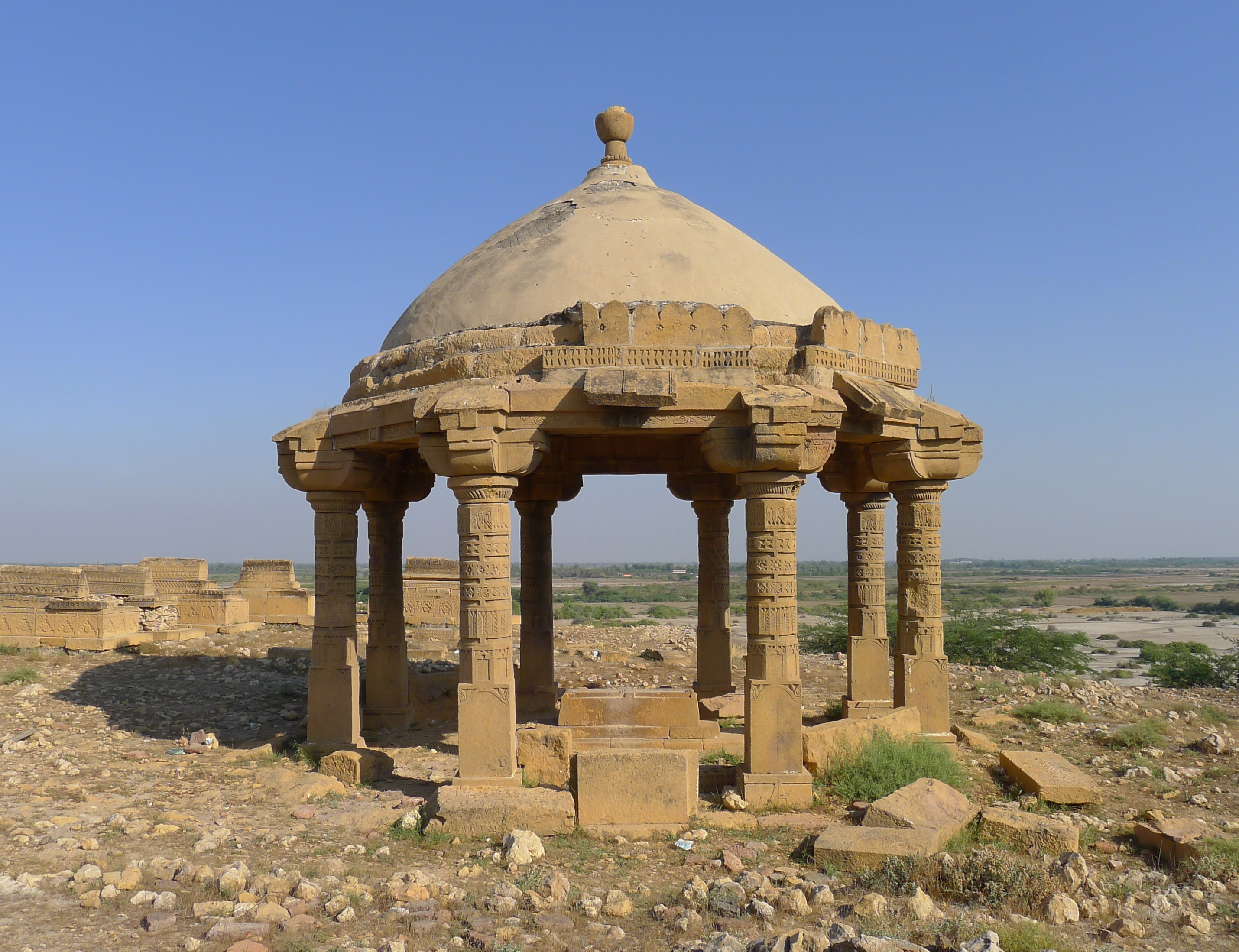
Túmulo dossel de Daya Khan Rahu
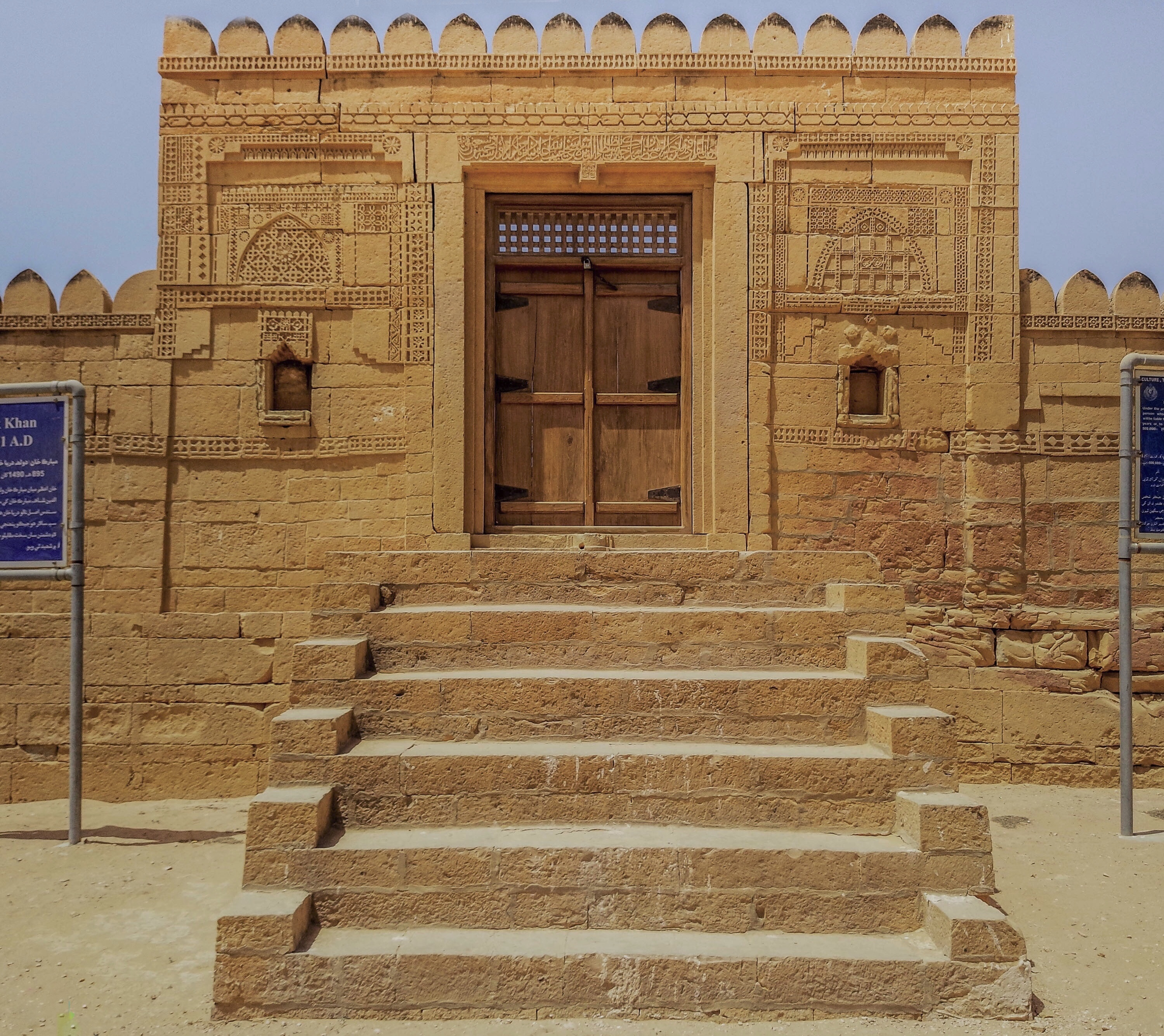
Vista de Tomb Jam Mubarak Khan
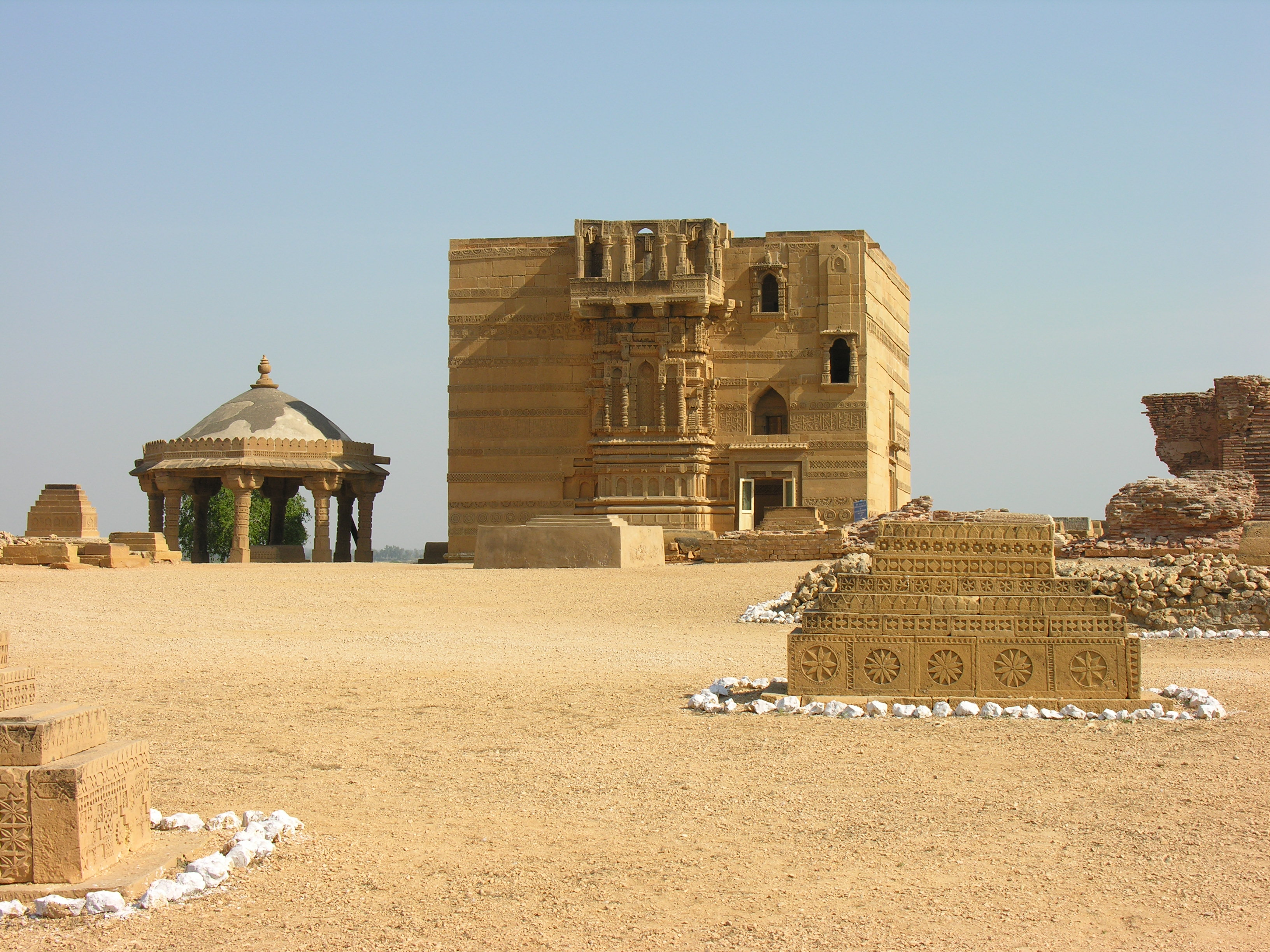
Vista do túmulo de Nizam al-Din com pavilhão poligonal